# Luis de Mendoza
Luis de Mendoza (finales del siglo XV - Bahía San Julián, 2 de abril de 1520) fue un marino y explorador español, capitán de la nao Victoria en la expedición de Magallanes y tesorero general de dicha expedición. Murió en la Patagonia, después de participar en un levantamiento contra Fernando de Magallanes.

## Biografía
Fue nombrado por Carlos I el 30 de marzo de 1519 tesorero de la armada «para descubrimiento de la Especiería». Armada que tenía la finalidad de encontrar una ruta dentro de los límites y de la demarcación española a las islas de las Especias. Estos límites se habían acordado con Portugal en el Tratado de Tordesillas de 1494, fijándose una línea de demarcación que dividía el mundo entre ambas coronas.
Después de terminar sus preparativos, la expedición partió del puerto de Sevilla el 10 de agosto de 1519. Tenía a Fernando de Magallanes como capitán general y a Juan de Cartagena como veedor (supervisor general). Luis de Mendoza, además de tesorero general, fue nombrado capitán de la nao Victoria.
Durante la travesía en el Atlántico, Juan de Cartagena, junto con otros oficiales, pide a Magallanes ser consultado de todas las cosas relativas al viaje como «conjunta persona» según las instrucciones del rey. Poco después Cartagena saluda desde su barco a Magallanes como «capitán» y no como «capitán general». Magallanes aprovecha una reunión de todos los capitanes en la Victoria para arrestar a Cartagena. Sustituyendo a Juan de Cartagena, Magallanes pondrá primero a Antonio de Coca y después a Álvaro de Mezquita al mando de la San Antonio.
La expedición se dirige por la costa sudamericana, explorando el litoral, buscando sin éxito un paso al mar del Sur. El 31 de marzo de 1520 llegan al puerto de San Julián, una bahía en la Patagonia donde Magallanes decide pasar el invierno.
En el puerto de San Julián Magallanes deja a Juan de Cartagena bajo la custodia de Gaspar de Quesada, capitán de la Concepción. Los capitanes y oficiales de la expedición, pareciendoles inútil navegar por aquella costa y al ver que Magallanes no tomaba rumbo al cabo de Buena Esperanza, acordaron hacer un requerimiento a su capitán general.
Una noche, Quesada, con el apoyo de Mendoza, pasó con una compañía de su nao a la San Antonio y prendió a Álvaro de Mezquita, tomando el control de la nave. De esta forma, Cartagena, Quesada y Mendoza se apoderaron de tres de las cinco naos de la escuadra, presentando sus exigencias a Magallanes, que solo controlaba la Santiago y su nao, la Trinidad. Magallanes finge negociar y envía en el esquife de su nao a Gonzalo Gómez de Espinosa, su alguacil, con cinco o seis hombres armados secretamente a la Victoria. Mientras Mendoza lee el mensaje de Magallanes, invitándole a parlamentar en su nao, Espinosa y otro de sus hombres lo matan por sorpresa. Entre tanto otro bote, también enviado por Magallanes, con Duarte Barbosa y quince hombres armados aborda la Victoria y se apoderan de la nao sin resistencia por parte de la tripulación.
Al día siguiente las dos naves que quedaban en poder de los amotinados intentan hacerse a la mar pero son bloqueadas por Magallanes, que había situado sus naves a la salida de la bahía San Julián. La San Antonio se rinde tras un breve combate con la Trinidad, después lo hace la Concepción sin resistencia.
Magallanes somete a juicio a los rebeldes. Luis de Mendoza fue declarado traidor y su cuerpo fue descuartizado. Gaspar de Quesada fue decapitado y descuartizado. Juan de Cartagena y el clérigo Pedro Sánchez de la Reina fueron condenados al destierro, abandonados en la Patagonia al partir la expedición del puerto de San Julián.